# Elaeocarpus gummatus
Elaeocarpus gummatus är en tvåhjärtbladig växtart som beskrevs av André Guillaumin. Elaeocarpus gummatus ingår i släktet Elaeocarpus och familjen Elaeocarpaceae. Inga underarter finns listade i Catalogue of Life.